# عزلة القرشية السفلى (الحديدة)
عزلة القرشية السفلى هي إحدى عزل مديرية التحيتا في محافظة الحديدة اليمنية ويبلغ تعداد سكانها 10855 نسمة حسب التعداد السكاني في اليمن لعام 2004.